# کریم منصوری
کریم منصوری (زاده ۱۳۴۷ در آبادان)، حافظ و قاری قرآن اهل ایران است.

## تحصیلات و اشتغال
کریم منصوری تحصیلات خود را تا اخذ دیپلم، در زادگاهش، آبادان ادامه داد و سپس به تهران مهاجرت نمود.
وی هم‌اکنون با مدرک تحصیلی کارشناسی، کارمند وزارت امور خارجه جمهوری اسلامی ایران است.

## استادان
وی از جلسات آموزشی بزرگانی بهره برده است که از آن جمله می‌توان به علی اربابی، رکابی، گروسی، سیدمحسن خدام‌حسینی و استادان دیگری اشاره نمود.

## حضور در تلویزیون
تیتراژ آغازین سریال یوسف پیامبر با تلاوت کریم منصوری ساخته شده‌است. از کریم منصوری دو اذان مصوّب در صدا و سیمای جمهوری اسلامی ایران وجود دارد که از شبکه‌های مختلف پخش می‌شوند.
همچنین در ماه رمضان ۱۳۹۳ هر شب قبل از اذان مغرب یک جزء از قرآن با صدای منصوری از شبکه تلویزیونی نسمه تونس پخش گردید.
او نیز یک بار در برنامه محفل انس با قرآن در شبکه ۳ در ماه مبارک رمضان حضور داشت.

## مقام‌ها و افتخارات

### ملی
| سال  | مسابقات                                             | رتبه |
| ---- | --------------------------------------------------- | ---- |
| ۱۳۶۷ | مسابقات سراسری قرآن کریم، سازمان اوقاف و امور خیریه | دوم  |
| ۱۳۶۹ | مسابقات سراسری قرآن کریم، سازمان اوقاف و امور خیریه | اول  |
| ۱۳۷۲ | مسابقات سراسری قرآن کریم، سازمان اوقاف و امور خیریه | دوم  |
| ۱۳۷۶ | مسابقات سراسری قرآن کریم، سازمان اوقاف و امور خیریه | اول  |

### بین‌المللی
| سال  | مسابقات                                         | رتبه |
| ---- | ----------------------------------------------- | ---- |
| ۱۳۶۹ | مسابقات بین‌المللی قرآن کریم مالزی               | دوم  |
| ۱۳۷۱ | مسابقات بین‌المللی قرآن کریم عربستان             | دوم  |
| ۱۳۷۶ | مسابقات بین‌المللی قرآن کریم جمهوری اسلامی ایران | اول  |